# 罗兰达斯·帕克萨斯
罗兰达斯·帕克萨斯（1956年6月10日—）立陶宛政治人物，2003到2004年担任立陶宛总统。之前两次担任立陶宛总理（1999年、2000－2001年），他还担任过维尔纽斯市长（1997－1999年和2000－2001年）。自2004年以来领导秩序和正义党，2009年至2019年間為欧洲议会議員。

## 經歷
帕克萨斯出生于前苏联立陶宛苏维埃社会主义共和国特爾希艾縣（Telšiai），他的父母是埃琳娜和费利克萨斯·帕克萨斯（Feliksas Paksai），1974年Zemaites高中毕业后，进入维尔纽斯格迪米纳斯技术学院，1979年获得土木工程学学位。1984年，他毕业于列宁格勒民航学院。在此期间，他参加了特技飞行比赛，为苏联和立陶宛赢得几个全国特技飞行冠军。
苏联解体后帕克萨斯成立了一个名为雷斯塔科（Restako）的建筑公司。1997年，他当选为维尔纽斯市议会中右翼党派祖国联盟议员，并当选为市长。
1999年5月，帕克萨斯被任命为总理，但5个月后因私有化争论而辞职。2000年加入自由联盟，并赢得了2000年大选，再次出任总理，7个月后与财政部长和经济部长在石油综合体私有化问题上发生分歧，10月27日向总统瓦尔达斯·阿达姆库斯递交辞呈。

## 總統
2002年，帕克萨斯创立了自由民主党，2003年1月参加总统竞选，在第二轮对阵中赢得现任总统瓦尔达斯·阿达姆库斯，2003年2月26日就任总统。
2003年10月30日，立陶宛独立电视台披露了帕克萨斯总统班子中有人与国际犯罪团伙有牵连，以及总统受到竞选捐款人鲍里索夫要挟等“丑闻”。帕克萨斯被指控在5个方面“违反宪法、违背誓言及违反法律”。随后，立陶宛首都维尔纽斯街头出现了大规模群众抗议示威活动，要求调查真相，总统辞职。立议会中的很多议员也要求帕克萨斯总统辞职。但帕克萨斯否认上述指控并拒绝辞职。

## 彈劾
2003年12月18日，立陶宛议会征集到了多数议员的签名，正式启动了弹劾总统的程序，并成立了一个特别调查委员会，负责对帕克萨斯展开调查，最终提出了5项指控：危害国家安全、泄露国家机密、非法影响私人公司、未能妥善处理公私利益、阻挠国家机关工作以及纵容高级助手滥用权力。
2004年2月19日，立陶宛议会将相关文件转交给了宪法法院。在此期间，帕克萨斯一再坚持表示，自己是无辜的，不会辞职，因为“一旦辞职就意味着自己有罪”。3月16日，立陶宛宪法法院开始正式审理这一案件。3月31日，立宪法法院认定帕克萨斯总统没有保守国家秘密、滥用职权并对私营企业活动非法施加影响。而在去年12月30日，宪法法院已经初步认定帕克萨斯在重新授予俄罗斯商人鲍里索夫立陶宛国籍时绕过了正常的法律手续，“违反了国家宪法”。
在宪法法院确认了议会提出的5项指控中的3项后，议会第一副议长尤尔舍纳斯随即宣布，议会将在4月5日恢复对总统的弹劾程序，4月6日帕克萨斯被议会罢免，帕克萨斯成为了欧洲历史上第一位被弹劾罢免的国家元首。
帕克萨斯被禁止进入议会，他本來計劃在補選中再次參選，但國會隨即通過憲法修正案，禁止被彈劾的總統在五年內參政。

## 被彈劾後
2009年率领秩序和正义党（Order and Justice，TT）当选为欧洲议会成员，2011年他向欧洲人权法院提起诉讼，要求宣布立陶宛议会禁令为非法。

## 個人生活
帕克萨斯与赖玛（Laima Paksienė）结婚并有两个孩子：因加（Inga）和明道加斯（Mindaugas）。他也是前苏联和立陶宛的国家飞行特技团队成员，作为一个熟练的特技飞行员，他目前也在世界各地进行飞行表演。